# Agnotherium
Agnotherium (лат.) — вымерший род псообразных хищных из вымершего семейства амфиционид. Их ископаемые кости найдены в Европе и Северной Африке. Они относятся к периоду с раннего по средний миоцен (16,9—11,6 миллионов лет назад). Род просуществовал в течение приблизительно 5,3 миллионов лет.
Agnotherium был первоначально отнесён к Thaumastocyonini Гинзбургом в 1977 году и перемещён в число амфиционовых Кэрроллом в 1988 году.

## Виды
- Agnotherium antiquus
- Agnotherium grivense